# Café chantant

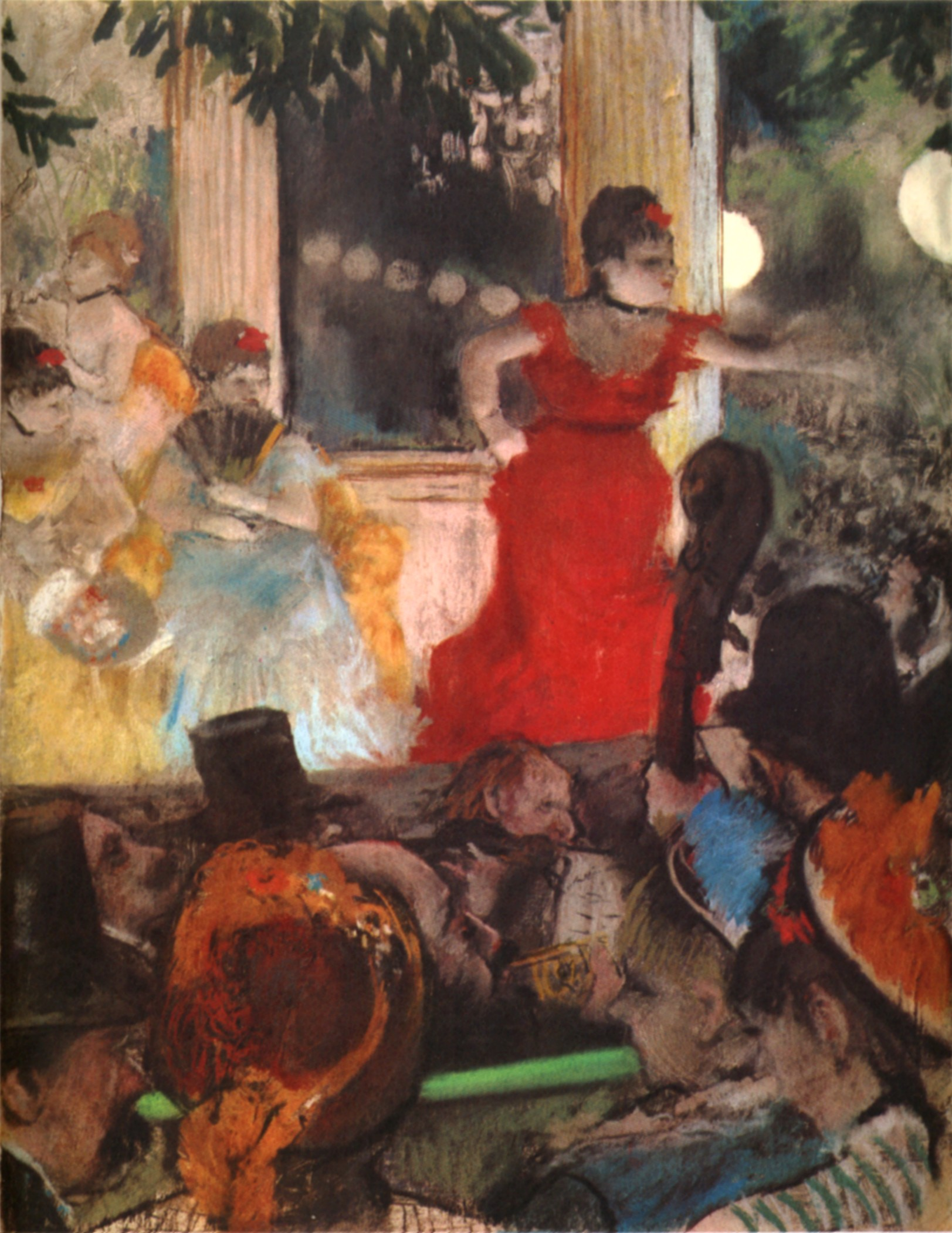
Café Concert aux Ambassadeurs, Degas' weergave van een café chantant, 1876.

Een café chantant (Frans; letterlijk "zangcafé") is een type muzikale gelegenheid waar door vooral lokale mensen muzikale optredens worden gegeven. Hoewel er overeenkomsten waren met onder meer cabaret, variété, vaudeville, was een café chantant oorspronkelijk een terrasje waar kleine groepen van uitvoerende kunstenaars populaire muziek uitvoerden voor het publiek. Het muziekgenre werd oorspronkelijk geassocieerd met de belle époque in Frankrijk en was over het algemeen luchtig, soms gewaagd en zelfs grof, maar in tegenstelling tot cabaret niet in het bijzonder politiek of confronterend.

## Nationale varianten
De café chantant stamt uit het Parijs en Londen van de 18e eeuw, maar kreeg zijn grootste populariteit aan het eind van 19e en begin van de 20e eeuw met de groei van diverse andere nationale "scholen" (naast de Franse). Zo sprak men van een Italiaanse, Duitse of Oostenrijkse café chantant. Een van de bekendste performers was violist Georges Boulanger, die van 1910 tot 1958 in dit genre optrad.

In Spanje stonden de gelegenheden bekend als cafés cantantes, die van het midden van de 19e eeuw tot de jaren 1920 als de plaats bij uitstek voor professionele flamenco-optredens fungeerden.
In het Turks stonden cafés chantants bekend als kafeşantan, waarvan in de vroege jaren van de twintigste eeuw vele werden geopend in het district Beyoğlu/Péra van Istanboel. Ze worden in detail beschreven in de memoires van auteurs als Ahmed Rasim en Sermet Muhtar Alus. Tijdens het Ottomaanse tijdperk waren er in Istanboel vanaf 1554 al een soort voorlopers van de kafeşantan, de zogenoemde kahvehane. Deze schoten als paddenstoelen uit de grond, en de meeste hadden de status van een sociale club.
In het Russische Rijk werd de term in de Russische taal overgenomen als "kafe-shantan" (кафе-шантан). Odessa was de stad die het meest bekend was om zijn talrijke kafe-shantany. 

## Trivia
- Drs. P heeft ooit een liedje uitgebracht getiteld "Café chantant"[1]